# 觅子乡
觅子乡是中国陕西省渭南市富平县下辖的一个乡。

## 行政区划
觅子乡下辖以下行政区：
觅子村、西吕村、别家村、木匠杨村、新上官村、官杨村、铁佛村、东康村、兴武村、三河村、园林村